# 歌田実
歌田 実（うただ みのる、歌田 實）は、日本の地質学者。

## 略歴
山梨県北巨摩郡小淵沢町（現・北杜市）出身。長野県諏訪清陵高等学校を経て、東京大学理学部卒業。1985年同大学理学部助教授。1986年東京大学総合研究資料館（現・東京大学総合研究博物館）助教授。1993年同資料館教授。1996年東京大学総合研究博物館教授。退官後、同大学名誉教授。

## 著書
- 『地球表層の物質と環境』岩波書店 1987年